# Poecilotriccus sylvia
Poecilotriccus sylvia е вид птица от семейство Tyrannidae.

## Разпространение
Видът е разпространен в Белиз, Бразилия, Венецуела, Гватемала, Гвиана, Колумбия, Коста Рика, Мексико, Никарагуа, Панама, Френска Гвиана и Хондурас.